# Happy Fish – Hai-Alarm und frische Fische
Happy Fish – Hai-Alarm und frische Fische (Originaltitel: Shark Bait) ist ein Computeranimationsfilm aus dem Jahr 2006 der Regisseure John Fox und Howard E. Baker.

## Handlung
Der kleine orange Lippfische Ben lebt mit seinen Eltern in den schmutzigen und gefährlichen Gewässern vor Boston. Als eines Tages seine Eltern von einem Fischernetz gefangen werden, macht er sich auf den Weg zu seiner Tante Perla, die in einem Riff lebt. Den Weg dorthin zeigt ihm der Schweinswal Percy. Im Riff trifft er auf Cordelia, ein attraktives Segelflosser, das bereits auf der Titelseite der Zeitschrift National Geographic zu sehen war. Ben kommt Cordelia näher und verliebt sich in sie – sehr zum Ärger von Tigerhai Troy, der ebenfalls ein Auge auf Cordelia geworfen hat und die Bewohner des Riffs terrorisiert. Als Ben von Troy und seinen beiden Helfern bedroht wird, rettet Cordelia ihn, indem sie Troy zusagt, seine Perle anzunehmen, wenn er Ben freilässt. Unter den Riff-Bewohnern gilt das Annehmen einer Perle als ein Liebes-Versprechen, ähnlich einer Verlobung. Troy will nun Cordelia eine besonders schöne Perle überreichen und hat es deshalb auf die blaue Perle von Yogithee abgesehen. Yogithee ist eine alte und weise Karettschildkröte, die in einem Schiffswrack abseits des Riffs lebt und besondere Kräfte und Kampftechniken beherrscht. Nach anfänglichem Zögern unterrichtet Yogithee Ben. Beim Kampf gegen Troy wird Ben von seinen Freunden unterstützt. Schließlich gelingt es Ben mit einer List, Troy in ein Fischernetz zu locken, wo er gefangen wird. Yogithee schenkt Ben schließlich seine Perle, die er Cordelia übergibt und von dieser auch angenommen wird. 

## Synchronisation
| Rolle              | Deutscher Sprecher        |
| ------------------ | ------------------------- |
| Ben (Pi)           | Constantin von Jascheroff |
| Yogithee (Nerissa) | Tobias Meister            |
| Cordelia           | Rubina Kuraoka            |
| Troy               | Klaus-Dieter Klebsch      |
| Perla (Pearl)      | Philine Peters-Arnolds    |

## Hintergrund
- Neben Ähnlichkeiten mit Findet Nemo oder Große Haie – Kleine Fische enthält der Film auch Anspielungen auf Star Wars. So spricht Yogithee über die „dunkle Seite der Macht“ und auch im Satzbau des Jedi-Meisters Yoda („Nicht wachsam du bist“). Außerdem wird Yogithee im Deutschen von Tobias Meister gesprochen, der auch Yoda seine Stimme leiht.
- Der von Wonderworld Studios in Zusammenarbeit mit FX Digital und Digiart Productions produzierte Film wurde in Großbritannien unter dem Titel The Reef veröffentlicht.
- Die deutsche Erstausstrahlung im frei empfangbaren Fernsehen war am 24. April 2009 auf Super RTL.

## Kritiken
„Enttäuschender Zeichentrickfilm, der chancenlos auf „Findet Nemo“ schielt. Nur kleine Kinder dürften sich im putzigen Tanten-Riff heimisch fühlen.“